# Жербан
Шербан — вершина в Мармарошском массиве (Гуцульские Альпы). Расположена в Раховском районе Закарпатской области, на границе Украины с Румынией.
Высота горы Жербин составляет 1793,4 м над уровнем моря. Через вершину проходит украинско-румынская граница. Северные склоны горы лежат в пределах Мармарошского заповедного массива. К северо-востоку расположена гора Поп Иван Мармарошский.